# Asarum debile
Asarum debile är en piprankeväxtart som beskrevs av Adrien René Franchet. Asarum debile ingår i släktet hasselörter, och familjen piprankeväxter. Inga underarter finns listade i Catalogue of Life.